# Lijst van eilanden van de Seychellen
De onderstaande (incomplete) lijst van eilanden maakt deel uit van de Seychellen.

## Eilanden
- African Banks
- Aldabra
- Alphonse
- Aride
- Assumption
- Astove
- Banc aux Cocos and Ile aux Poules
- Banc de Sable
- Bancs de Sable Déposés
- Bancs Ferrari
- Bancs Providence
- Benjamin (Seychellen)
- Bijoutier
- Bird
- Boudeuse
- Champignon des Os
- Chiens
- Coëtivy
- Cousin
- Cousine
- Curieuse
- D'Arros
- Denis
- Desnoeufs
- Desroches
- Etoile (Seychellen)
- Euphrate
- Félicité
- Florentin (Seychellen)
- Frégate
- Goëlettes
- Grand Carcassaye
- Grand Ile (Wizard)
- Grand Ilot
- Grand Mentor
- Grand Polyte
- Grande Sœur
- Grande Terre
- Gros Ilot Gionnet
- Gros Ilot Sésame
- Heron Rock
- Hide Island
- Ile aux Aigrettes
- Ile aux Cèdres
- Ile aux Chauve-Souris
- Ile aux Goëlettes
- Ile aux Macaques
- Ile aux Moustiques
- Ile aux Moustiques
- Ile aux Rats
- Ile aux Récifs
- Ile Baleine
- Ile du Milieu
- Ile du Nord (West North)
- Ile du Nord-Ouest
- Ile du Sud-Ouest (South)
- Ile du Trou
- Ile Esprit
- Ile Fangame
- Ile Héron
- Ile Lanier
- Ile Michel
- Ile Michel
- Ile Nord-Est (East North)
- Ile Observation
- Ile Paul
- Ile Squacco
- Ile Sud-Est
- Ile Sylvestre
- Ile Verte
- Iles Chalands
- Ilot Déder
- Ilot du Milieu
- Ilot du Nord
- Ilot du Sud
- Ilot Dubois
- Ilot Emile
- Ilot la Croix
- Ilot Macoa
- Ilot Magnan
- Ilot Marquoix
- Ilot Parc
- Ilot Salade
- Ilot Yangue
- Ilots Niçois
- La Digue
- Lapins
- Mahé
- Malabar
- Mamelles
- Marianne
- Marie Louise
- Menai
- Middle Manaha
- Middle Row Island
- Noddy Rock
- Nord
- North Island
- North Manaha
- North Row Island
- Pagode
- Pélicans
- Petit Carcassaye
- Petit Mentor Endans
- Petit Mentor
- Petit Polyte
- Petite Sœur
- Petits Ilots
- Picard
- Pink Rock en Table (Ronde)
- Platte
- Poivre
- Polymnie
- Praslin
- Providence
- Ressource
- Silhouette
- South Island
- South (Island)
- South Island (Seychellen)
- South Manaha
- St. François
- St. Joseph Ile aux Fouquets
- St. Joseph
- St. Pierre
- Vars (Seychellen)